# Mark Dean
Mark E. Dean (né le 2 mars 1957) est un inventeur et un informaticien afro-americain. Il a dirigé l'équipe qui a élaboré la norme bus informatique ISA, et il a dirigé l'équipe responsable de la conception du premier processeur d'ordinateur d'un gigahertz.
Mark E. Dean obtient son doctorat en génie électrique à l'université Stanford, en Californie.

## Biographie
1980-1982 : le Dr Mark Dean obtient trois des neuf premiers brevets de PC d'IBM.

### Carrière
- 1980-1982 : Obtention de six des neuf premiers brevets d'IBM neuf premiers brevets de PC d'IBM.
- 1981 : A inventé l'adaptateur graphique couleur qui a rendu possible l'affichage couleur sur PC.
- 1982 : Co-inventeur du bus système ISA (Industry Standard Architecture) un élément clé de la croissance de l'industrie du PC.
- 1982-1989 : A dirigé l'équipe de conception des PC d'IBM.
- 1997-2000 : En tant que directeur du le laboratoire de recherche d'IBM à Austin, il est à l'origine du premier microprocesseur CMOS à vitesse gigahertz.
- En tant que vice-président de la recherche sur les systèmes au Watson Research Center, son équipe a mis au point l'architecture de base de l'ordinateur.
- 2000-2002 : Watson Research Center, son équipe, a développé l'architecture de base du superordinateur Blue Gene d'IBM.
- 2004-2008 : Vice-président d'IBM Almaden Research Center.
- 2008-2011 : Vice-président, World Stratégie et opérations mondiales, IBM Research.
- 2011-2013 : Directeur de la technologie de l'IBM Middle East/Africa.
- A obtenu plus de 38 brevets et 5 brevets sont en en attente[1]